# Berberis serratodentata
Berberis serratodentata (häufigere Schreibweise: Berberis serrato-dentata Lechl. Syn.: Berberis pearcei Phil.) ist eine Pflanzenart aus der Familie der Berberitzengewächse (Berberidaceae). Sie stammt aus Chile und Argentinien. Die Art wurde 1857 von dem deutschen Botaniker Willibald Lechler beschrieben. Der botanische Name nimmt Bezug auf den bewehrten Blattrand.

## Beschreibung
Berberis serratodentata ist ein Strauch, der Wuchshöhen von bis zu 1,5 Meter erreicht. Junge Zweige haben eine glatte, manchmal glänzende gelb-braune Rinde, die Borke älterer Zweige wird grau und faserig. Dornen fehlen im Allgemeinen; wenn sie vorhanden sind, dann sind sie dreiteilig bis handförmig mit bis 4 Millimeter langen Dornästen. 
Die ledrigen Laubblätter sind elliptisch bis eiförmig oder verkehrt-eiförmig, 2,3 bis 9,3 Zentimeter lang und 1,1 bis 2,4 Zentimeter breit. Der Blattrand ist oft umgebogen, mit 10 bis 32 stachelige Zähnen an jeder Seite, die 1 bis 2,5 Millimeter lang werden können. Der Blattstiel ist bis zu 7 Millimeter lang.
Der traubige Blütenstand ist 0,8 bis 1,5 Zentimeter lang und setzt sich zusammen aus acht bis 15 Blüten. Die orangen, zwittrigen Blüten sind 6 bis 13 Millimeter lang gestielt. Die 14 Blütenhüllblätter sind etwa 5 bis 7 Millimeter lang. Die kugelförmige Beere ist etwa 7 Millimeter lang, weist einen bis zu 2 Millimeter langen Griffel auf und birgt vier bis sechs Samen, die bis 5 Millimeter lang werden können.
Berberis serratodentata blüht in ihrer Heimat von November bis Dezember und fruchtet von Januar bis März.
Die Chromosomenzahl beträgt 2n = 28.

## Verbreitung und Lebensraum
Die in ihrer Heimat Saloll genannte Pflanzenart kommt in Chile von der Región del Bío-Bío südwärts bis in die Región de Aisén vor, in Argentinien im Westen der Provinzen Río Negro, Neuquén und Santa Cruz. Berberis serratodentata wächst in den Südbuchen- und Araukarien-Wäldern.

## Systematik
Mit Berberis ilicifolia bildet Berberis serratodentata die Hybride Berberis × pseudoilicifolia Skottsb.